# The Twisted World of Marge Simpson
The Twisted World of Marge Simpson, llamado El retorcido mundo de Marge Simpson en España y El turbio y oscuro mundo de Marge Simpson en Latinoamérica, es un episodio perteneciente a la octava temporada de la serie animada Los Simpson. Fue estrenado originalmente el 19 de enero de 1997. Fue escrito por Jennifer Crittenden y dirigido por Chuck Sheetz. Las estrellas invitadas del episodio son Jack Lemmon como Frank Ormand y Joe Mantegna como Tony el Gordo. En el transcurso del capítulo, Marge inicia su propio negocio, vendiendo pretzels.

## Sinopsis
Marge se reúne con sus amigas. El plan de las damas es reinvertir las ganancias de su negocio y crear algo propio, pero Marge admite que le asusta invertir, por lo que es expulsada del grupo. Luego de considerar lo ocurrido, Lisa convence a su madre de abrir su propia franquicia. En la exposición de franquicias, las ex amigas de Marge adquieren la franquicia "Venda Pita", un gran negocio de comida árabe, mientras que Marge compra la franquicia "Carro Pretzel", un pequeño negocio de pretzels caseros. Luego de mirar un video instructivo, Marge instala una oficina en el garaje, compra los ingredientes y, con la ayuda de toda la familia, comienza a hacer pretzels. 
Para comenzar, Marge se dirige a vender a la Planta Nuclear de Springfield, en donde Homer convencería a sus compañeros de trabajo de probar los pretzels. Sin embargo, las ex amigas de Marge, que vendían Pita, se establecen en el mismo lugar que Marge, robándole los clientes. Lisa le sugiere a Marge que "piense en grande", por lo que la familia ofrece pretzels gratis en el Estadio de Baseball de Springfield. Antes de que el público pudiera comer los bocados, es anunciado por altoparlantes que el Sr. Burns había ganado una camioneta en el concurso del día entre todos los espectadores. El público, enojado, arroja los pretzels hacia el campo de juego, golpeando a los jugadores. Nadie prueba la comida y los esfuerzos de Marge habían sido nuevamente en vano. 
Homer decide ayudar a Marge a tener éxito en el negocio, por lo que busca a alguien que pudiera ayudarla. Luego de descubrir que Frank Ormand, el propietario de la franquicia, había muerto en un accidente automovilístico, Homer establece un "acuerdo de negocios" con Tony el Gordo. Al día siguiente, Marge sorpresivamente recibe una gran orden de pretzels y su negocio vuelve a surgir. Muchos vendedores de snacks son intimidados por la Mafia, culminando con la explosión del carro de Pita de las ex amigas de Marge. Poco después, Tony el Gordo se encuentra con Homer y le pide la paga por sus "favores", pero este se niega a pagarle. Como resultado, Marge recibe una orden de pretzels en un lugar remoto, que era en realidad una trampa para ser amenazada por Tony y sus secuaces. Él le informa del trato que había hecho con Homer y le reclama el 100% de sus ganancias. Más tarde, Marge confronta a su esposo, y este le dice la verdad, pero que solo había arreglado con la Mafia para ayudarla. Juntos, deciden dejar su pelea de lado y comenzar a hacer pretzels, mientras decidían si tenían o no que pagar la deuda. 
A la mañana siguiente, los mafiosos llegan a la casa, pero Marge y Homer habían decidido no darles un solo centavo. Cuando la Mafia se dispone a matarlos, las ex amigas de Marge llegan con un grupo de yakuzas japoneses. Ambas mafias comienzan a pelear, y los Simpson entran en su casa. Homer se disculpa por su indiscreción, y Marge lo perdona, llegan los niños y preguntan lo que pasa en el jardín. De repente, un miembro de los yakuza entra por la ventana, se sacude, pide perdón a los Simpson y vuelve a luchar en el jardín.

## Producción

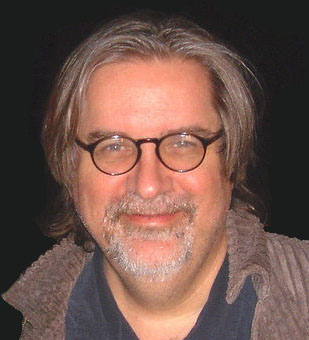
Matt Groening, creador de la serie, fue quien tuvo la idea del final.

El argumento principal del episodio centrado en las dos franquicias de comida rápida rivales fue seleccionado porque, al momento de la producción del episodio, el pan Pita y los pretzels se estaban "volviendo populares". Josh Weinstein expresó su deseo de que las ideas fueran cambiadas a algo más "divertido", ya que los aperitivos ya estaban "fuera de moda". El chef de "Venda Pita" era una versión previa del hombre del "Khlav-Kalash" del episodio The City of New York vs. Homer Simpson. En la exposición, muchas de las franquicias estaban basadas en franquicias reales, con el esquema "hazte rico rápidamente". En la escena en la cual Homer inspecciona los pretzels, originalmente había una imagen en la cual Homer reprobaba los pretzels de Maggie.
El episodio fue escrito por Jennifer Crittenden, quien escribió también otros cuatro episodios. La escena en la cual Homer promociona exageradamente los pretzels con sus compañeros de la Planta fue añadida por Dan Castellaneta. En otra escena, Cletus llama a sus hijos para que saliesen de su casa; los nombres de todos ellos eran "los nombres que estaban de moda en los noventa". El auto Pontiac Astro Wagon modelo 1997 Pontiac que gana el Sr. Burns se diseñó exactamente igual al real. La escena en que Whitey Ford queda inconsciente tras la andanada de pretzels fue animada de manera tal que no se viera a Ford recibiendo ningún golpe. Es mostrado de pie, hablándole al público, la cámara luego muestra a los comentaristas, y finalmente se lo muestra tendido en el suelo. La escena fue muy bien recibida por los encargados de la animación. La escena final del episodio, la pelea de los mafiosos, fue ideada por Matt Groening ya que a nadie más se le ocurría un final apropiado.